# Винтер Парк (Колорадо)
Винтер Парк (енгл. Winter Park) град је у америчкој савезној држави Колорадо.

## Демографија
По попису из 2010. године број становника је 999, што је 337 (50,9%) становника више него 2000. године.
| Група             | 2000.       | 2010.       |
| Белци             | 633 (95,6%) | 910 (91,1%) |
| Афроамериканци    | 1 (0,2%)    | 4 (0,4%)    |
| Азијати           | 6 (0,9%)    | 17 (1,7%)   |
| Хиспаноамериканци | 9 (1,4%)    | 59 (5,9%)   |
| Укупно            | 662         | 999         |